# سانت جون ريتشاردسون ليدل
سانت جون ريتشاردسون ليدل (بالإنجليزية: St. John Richardson Liddell)‏ هو عسكري أمريكي، ولد في 6 سبتمبر 1815 في مقاطعة ويلكنسون في الولايات المتحدة، وتوفي في 14 فبراير 1870 في نيو أورلينز في الولايات المتحدة.